# Río Ilich
El río Ilich (del ruso: Илыч) es un río de la vertiente ártica de Rusia que discurre por la República de Komi. Nace y recorre parte de los montes Urales septentrionales en dirección oeste hasta desaguar en el curso superior del río Pechora. La longitud del río es de 411 km. La superficie de su cuenca es de 16.000 km². El Ilich se congela desde principio de noviembre y permanece helado hasta finales de abril. Sus principales afluentes son los ríos Kogel (193 km) y Paliu. La Reserva natural Pechora-Ilich queda a lo largo de la orilla izquierda del río Ilich.